# Arkadiusz Bazak
Arkadiusz Bogusław Bazak (n. 12 ianuarie 1939, Varșovia, Polonia) este un actor polonez de teatru, film și televiziune.

## Biografie
S-a născut pe 12 ianuarie 1939 la Varșovia. După absolvirea liceului, s-a înscris la admitere la Universitatea de Tehnologie din Varșovia, dar nu a susținut examenul, apoi a absolvit o școală postliceală tehnică de construcții. A lucrat o perioadă scurtă ca montor pe șantierul naval din Gdańsk, apoi la o întreprindere de confecții metalice, până când a fost luat în armată, satisfăcându-și stagiul militar la Ustka și apoi în portul Gdynia. După ce a părăsit armata, a făcut parte din Estrada Poetică a Universității din Varșovia și a fost sfătuit să urmeze o școală de teatru.
A absolvit cursuri de actorie la Școala Națională Superioară de Teatru „Ludwik Solski” din Cracovia în 1965, avându-i printre profesori pe Zofia Jaroszewska, Władysław Krzemiński și Bronisław Dąbrowski. A debutat ca actor pe 25 septembrie 1965 în rolul pastorului Kimball din piesa Opera de trei parale a lui Bertolt Brecht. În anii 1965–1970 a făcut parte din trupa Teatrului Juliusz Słowacki din Cracovia, apoi s-a mutat la Varșovia, unde a jucat mai întâi la Teatrul Poporului (1970-1974) și apoi la Teatrul Nou (1975-2005).
Cele mai cunoscute roluri teatrale au fost Garrison în Sprawa Oppenheimera după Heinar Kipphardt, Corifeul în Oedip rege al lui Sofocle, Don Juan în piesa omonimă a lui Molière, episcopul în Kordian a lui Juliusz Słowacki și mai multe roluri în Nunta lui Stanisław Wyspiański. A interpretat roluri în numeroase spectacole reprezentate în cadrul Teatrului de Televiziune (din 1966) și al Teatrului Radiofonic (din 1969).
A jucat mai multe roluri de film, inclusiv însoțitorul prințului Józef Poniatowski în Cenușa (1965) lui Andrzej Wajda, căpitanul Franciszek Dąbrowski în Westerplatte (1967) al lui Stanisław Różewicz, majorul Szelągowski în Zbrodniarz, który ukradł zbrodnię (1969) al lui J. Majewski, colonelul Kuklinowski în Potopul (1974) lui Jerzy Hoffman, locotenentul Józef Zawistowski în serialul Polskie drogi (1976), comisarul de poliție Reich în Kariera Nikodema Dyzmy (1980), generalul Władysław Anders în Katastrofa w Gibraltarze (1983) și untersturmführer-ul SS Rudolf Lang în Trenul de aur (1986) al lui Bohdan Poręba.
Este căsătorit și are o fiică pe nume Agnieszka.

## Roluri în teatru (selecție)
Școala Națională Superioară de Teatru „Ludwik Solski” din Cracovia
- 1965: Księżniczka Turandot (r. Władysław Krzemiński)
- 1965: Dziejowa rola Pigwy - pescarul președinte (r. Bronisław Dąbrowski)

Teatrul Juliusz Słowacki din Cracovia
- 1965: Opera de trei parale - pastorul Kimball (r. Lidia Zamkow)
- 1966: Kobiety stamtąd - soțul lui Szpilka (r. Roman Niewiarowicz)
- 1966: Jego ekscelencja błazen - Korowkin (r. B. Dąbrowski)
- 1966: Księżniczka Turandot - Barach (r. W. Krzemiński)
- 1966: Sprawa Oppenheimera - Garrison (r. W. Krzemiński)
- 1966: Macbeth - Ross (r. L. Zamkow)
- 1968: Oedip rege - Corifeul (r. L. Zamkow)
- 1969: Powrót Odysa - Lepides (r. Jerzy Goliński)
- 1969: Nunta - jurnalistul (r. L. Zamkow)

Teatrul Popular din Varșovia
- 1970: Doamna nevăzută - Don Manuel (r. Jan Kulczyński)
- 1971: Turoń - Józef Chwalibóg (r. Roman Kłosowski)
- 1974: Izkahar, król Guaxary - șeful Jarko (r. J. Kulczyński)
- 1974: Nebuna din Chaillot - agentul de vânzări (r. Lech Wojciechowski)

Teatrul Nou din Varșovia
- 1978: Horsztyński - tatăl lui Prokop (r. Mariusz Dmochowski)
- 1979: Visul unei nopți de vară - Tezeu (r. Bohdan Korzeniewski)
- 1980: Wielki człowiek do małych interesów - Telembecki (r. Mariusz Dmochowski)
- 1981: Tysiąc franków nagrody - Rousselin (r. Bogusław Jasiński)
- 1983: Mroki - Goethe (r. Bohdan Cybulski)
- 1983: Don Juan - don Luis Tenorio (r. B. Cybulski)
- 1984: Pericle, Prinț al Tironului - Simonides (r. B. Cybulski)
- 1986: Kordian - episcopul (r. B. Cybulski)
- 1990: Nunta - Stańczyk, Hatmanul (r. Adam Hanuszkiewicz)
- 1990: Arsenic și dantelă veche - dr. Epsein (r. A. Hanuszkiewicz)
- 1991: Cidul - Arias (r. A. Hanuszkiewicz)
- 1993: Panna Izabela wg „Lalki” - prințul (r. A. Hanuszkiewicz)
- 1993: Gówniarze - Harold (r. Kurt Nuotio)
- 1995: Lilla Weneda - conducătorul veneților (r. A. Hanuszkiewicz)
- 1996: Balladyna - cancelar (r. A. Hanuszkiewicz)
- 1997: Romeo și Julieta - prințul (r. A. Hanuszkiewicz)
- 1998: Nunta - Stańczyk (r. A. Hanuszkiewicz)
- 1998: Ballady i romanse - Gerwazy (r. A. Hanuszkiewicz)

Teatrul de Televiziune
- 1972: Nunta - jurnalistul (r. L. Zamkow)
- 1973: Dokument liryczny - Sizow (r. L. Zamkow)
- 1973: Maskarada - Gracz (r. Konstanty Ciciszwili)
- 1974: Sława i chwała (r. L. Zamkow)
- 1974: Skamieniały las - Jackie (r. Andrzej Łapicki)
- 1977: Krzyżówka - inspectorul Stark (r. Piotr Szulkin)
- 1980: Barbara Radziwiłłówna - Tarnowski (r. Mariusz Dmochowski)
- 1985: Jałta 1945 - Edward Stattinius (r. Roman Wionczek)
- 1988: Tym razem żegnaj na zawsze - cpt. Lichariow (r. Barbara Borys-Damięcka)
- 1996: Cezar i Pompejusz - Lentullus (r. Jerzy Antczak)
- 1998: Cesarski szaleniec - generalul (r. Waldemar Krzystek)

## Filmografie
- 1964: Zakochani są między nami - plażowicz
- 1964: Koniec naszego świata - Rusul, deținutul de la Oświęcim
- 1965: Cenușa - camaradul prințului Józef Poniatowski
- 1967: Westerplatte - cpt. Franciszek Dąbrowski
- 1967: Kiedy miłość była zbrodnią - Władysław Olkiewicz
- 1969: Zbrodniarz, który ukradł zbrodnię - mr. Szelągowski
- 1969: Znaki na drodze - Marian, partenerul Helenei
- 1969: Przygody pana Michała - soldatul care clatină pancarta (ep. 6)
- 1972: Agentul nr. 1
- 1972: Chłopi - Jasiek, soțul Teresei (ep. 12 și 13)
- 1973: Stawiam na Tolka Banana - milițianul îmbrăcat civil (ep. 3)
- 1973: Nagrody i odznaczenia - NSZ-owiec, membrul unității Szpak
- 1974: În cer și pe pământ - comandantul din flashback
- 1974: Wiosna panie sierżancie - cpt. MO
- 1974: Potopul - col. Kuklinowski
- 1975: Opadły liście z drzew - „Wir”, comandantul unității militare
- 1975: Lis - tatăl
- 1975: Beniamiszek - kościelny
- 1976: Szaleństwo Majki Skowron - bețivul Bendek
- 1976: Polskie drogi - lt. Józef Zawistowski, membru în AK
- 1976: Wakacje - Neamțul
- 1977: Znak orła - cavalerul Łokietek
- 1977: Pasja - asociatul lui Wiesiołowski
- 1977: Parada oszustów - șeful poliției (ep. 2)
- 1979: Proba focului și apei - procurorul
- 1979: Golem - medicul șef
- 1979: Sekret Enigmy - maiorul de informații care coordonează unitatea de cifru din Poznan
- 1979: Tajemnica Enigmy - maiorul de informații care coordonează unitatea de cifru din Poznan (ep. 1)
- 1980: Zamach stanu - procurorul Rauze, anchetatorul din procesul de la Brest
- 1980: Królowa Bona - castelanul Piotr Opaliński (ep. 6)
- 1980: Urodziny młodego warszawiaka - Gustaw, comandantul lui Jerzy în AK
- 1980: Kariera Nikodema Dyzmy - Reich, comisar de poliție
- 1980: Polonia Restituta - col. Harry Kessler
- 1980: Dom - membrul Comisiei de amnistie (ep. 4)
- 1981: Ślepy bokser
- 1981: Najdłuższa wojna nowoczesnej Europy - sfetnic al prințului Radziwił (ep. 2)
- 1981: Przyjaciele (ep. 4 și 5)
- 1981: Konopielka - delegatul powiatului
- 1981: Amnestia - sergent
- 1981: Wigilia '81 – tatăl Annei
- 1982: Vraciul - procurorul
- 1982: Przesłuchanie - ofițer
- 1982: Polonia Restituta - col. Harry Kessler (ep. 4)
- 1983: Katastrofa w Gibraltarze - Władysław Anders
- 1984: Rycerze i rabusie - Stefan Potocki (ep. 6)
- 1984: Czas dojrzewania - lt. MO
- 1984: Romans z intruzem - cpt. Wolski
- 1985: Przyłbice i kaptury - cavalerul Sonnenberg
- 1985: Zamach stanu - procurorul Rauze
- 1985: Temida - procuror (ep. 2)
- 1985: Kwestia wyboru - Józef Cyrankiewicz
- 1986: Kryptonim „Turyści” - agentul american de informații (ep. 2 și 3)
- 1986: Trenul de aur - untersturmführer Rudolf Lang
- 1986: Goreszti sledi
- 1986: A żyć trzeba dalej
- 1987: Zdaniem obrony - brigadierul Władysław Jonkisz (ep. 5)
- 1988: Zakole - patronul
- 1988: Pomiędzy wilki - ofițerul britanic
- 1989: Ostatni dzwonek - tatăl „Świra”
- 1989: Jeniec Europy - amiralul Cockburn
- 1989: Virtuti - col. WP
- 1989: Triumf ducha - prizonierul
- 1990: Maria Curie - trimisul Institutului Pasteur
- 1991: V.I.P. - Kwieciński, directorul televiziunii
- 1992: Szwadron - colonelul
- 1992: Żegnaj Rockefeller - comisarul (ep. 13)
- 1993: Kuchnia polska - Sołtysiak, ofițerul MO din Silezia (ep. 5)
- 1993: Zespół adwokacki - directorul închisorii (ep. 6)
- 1993: Nowe Przygody Arsène Lupina - col. Tarnowski (ep. 13)
- 1993: Goodbye Rockefeller - polițistul care coordonează programul Namolny de la televiziune
- 1995: Jest jak jest - Sęp-Cieński (ep. 19)
- 1995: Sukces - directorul întreprinderii (ep. 4)
- 1995: Ekstradycja - comandantul poliției (ep. 2, 4 și 6)
- 1998: Ekstradycja III - comandantul poliției (ep. 1 și 10)
- 2000: Złotopolscy – ministrul (ep. 215)
- 2000: Sukces - Maszejko
- 2002: Wiedźmin - guvernatorul Chapelle (ep. 7)
- 2003: Stara baśń. Kiedy słońce było bogiem - Bednorz
- 2004: Stara baśń - Bednorz
- 2004: Glina - col. Mariusz Werner (ep. 9-11)
- 2005: Metanoia - starețul
- 2006: Palimpsest - îngrijitorul casei lui Maćek
- 2009: Naznaczony - străinul
- 2009: Popiełuszko. Wolność jest w nas - arhiepiscopul Bronisław Dąbrowski
- 2009–2013: Popiełuszko. Wolność jest w nas - arhiepiscopul Bronisław Dąbrowski
- 2014: Prawo Agaty - August Jasnorzecki (ep. 62)
- 2014: Na dobre i na złe - Franciszek Zawiejski (ep. 571)
- 2018: Ojciec Mateusz - actorul Roman Gutter (ep. 247)
- 2020: Psy 3. W imię zasad - generalul

### Dublaj de voce în limba poloneză
- 1976: Ja, Klaudiusz – Cassius Cherea
- 1978: Povestea omului –
  - Pustelnik (ep. 11),
  - Soderini (ep. 14)
- 1981: Vulpea și câinele – Amos
- 1994: Scooby Doo în Nopțile Arabe – conducătorul slab
- 1997: Bibi Blocksberg – vânzătorul de suveniruri
- 2003: Casa bântuită – Ramsley
- 2004: Scooby Doo și Monstrul din Loch Ness – Lachlan Haggart
- 2004: O fermă trăsnită
- 2004: Mulan II – împăratul
- 2005: Oliver Twist
- 2005: Ben 10 – Doctor Animo
- 2006: Vulpea și câinele 2 – Amos
- 2011: Mașini 2 – Victor
- 2012: Răzbunătorii
- 2013: Jeździec znikąd – Colifax
- 2016: Rogue One: O poveste Star Wars – amiralul Raddus

## Premii
- Premiul Teatrului Radiofonic Polonez „Wielki Splendor” pentru creațiile artistice remarcabile în piesele radiofonice și contribuția creativă la dezvoltarea și consolidarea rolului artistic al radioului în Polonia (2018)[1]

## Legături externe
- Arkadiusz Bazak la Internet Movie Database
- pl Arkadiusz Bazak în baza de date filmweb.pl
- pl Arkadiusz Bazak în baza de date  filmpolski.pl
- pl Arkadiusz Bazak na zdjęciach în baza de date a Arhivei Naționale de Filme „Fototeka”
- Arkadiusz Bazak în baza de date e-teatr.pl